# Indus Creed

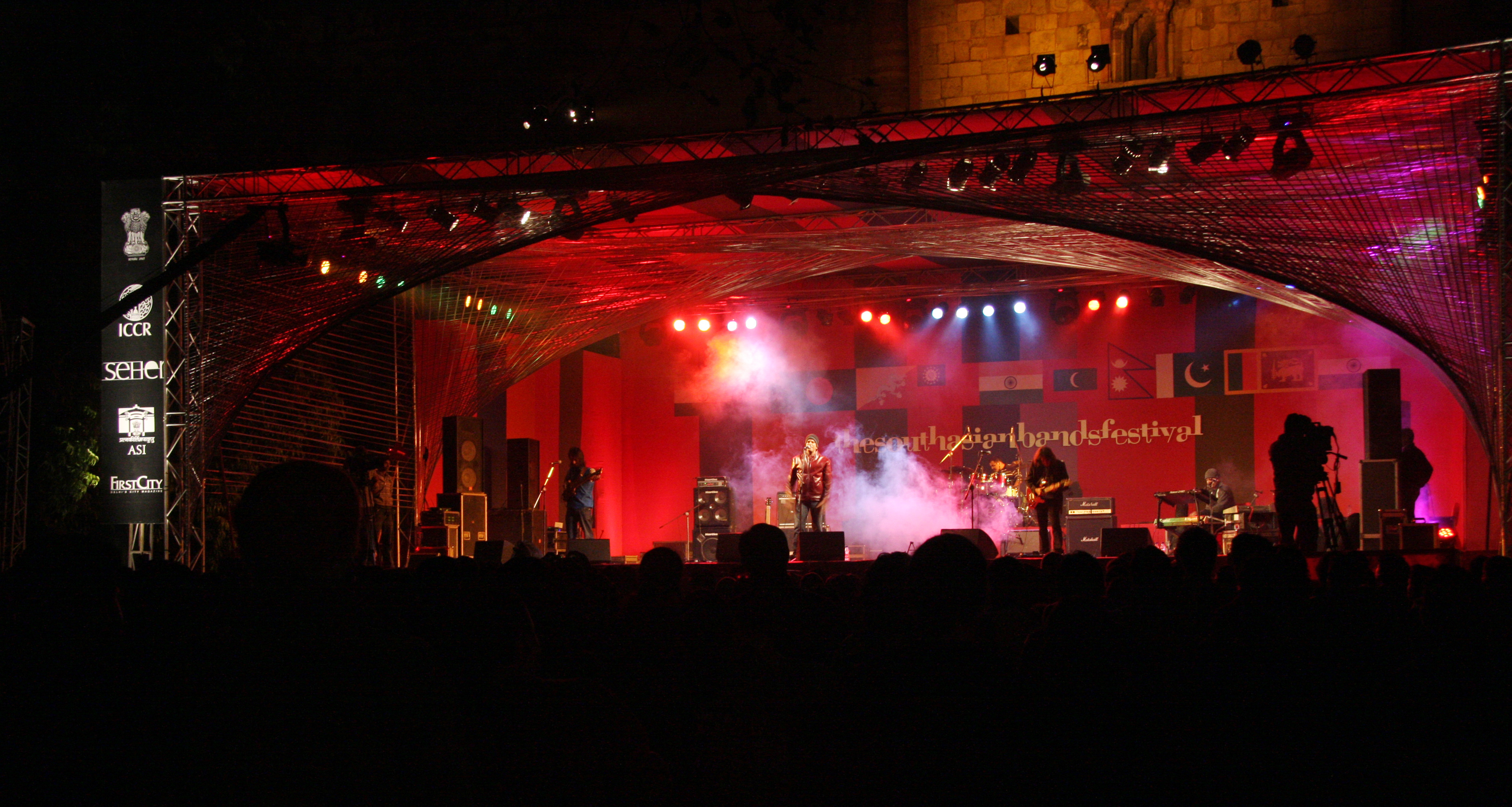
Actuación de Indus Creed en 2010

Indus Creed es una banda de rock de la India, formada en 1993 en Bombay. La banda estaba integrada por Uday Benegal (voz), Mark Selwyn (bajo), Mahesh Tinaikar (guitarras), Zubin Balaporia (teclados) y Jayesh Gandhi (guitarras).

## Carrera
Indus Creed anteriormente se llamaba Rock Machine, que fue creado en 1984 y contó con sus integrantes como Mahesh Tinaikar, Mark Selwyn, Ian Santamaria (voz), Aftab Currim (guitarra rítmica) y Suresh Bhadricha (baterías). Después de unos pocos conciertos en 1984, su alineación tuvo algunos cambios. Jayesh Gandhi fue reemplazado Currim, Marcos Menezes restituyó a Bhadricha y Uday Benegal a Santamaria como vocalista principal. Unos meses más después, Zubin Balaporia se unió a la banda, añadiendo a la línea de teclados. Tinaikar, Selwyn, Gandhi, Benegal y Balaporia, se mantuvieran como los principales miembros de la banda por una parte importante de su existencia.
Alcanzaron a la misma línea de otras bandas de rock y hard rock como Thin Lizzy, UFO, The Who, Deep Purple, Van Halen y Rush. En Bombay, Rock Machine fue una de las primeras bandas de la India en recorrer el país ampliamente, realizando conciertos de forma independiente y participando en festivales de rock. Rock Machine pronto comenzó a escribir e interpretar sus propias canciones, temas originales de la banda que pronto comenzó a ganar popularidad cada vez mayor.

## Integrantes
- Uday Benegal – voz, guitarra y programaciones.
- Mahesh Tinaikar – guitarras, voz
- Zubin Balaporia – teclados, voz
- Rushad Mistry – bajo, voz
- Jai Row Kavi – baterías, voz

## Discografía

### Rock Machine
- 1988: Rock'n'Roll Renegade (CBS)
- 1990: The Second Coming (Magnasound)

### Indus Creed
- 1995: Indus Creed (BMG-Crescendo)
- 2012: Evolve (Universal Music Group)